# University (comté de Hillsborough, Floride)
University est une census-designated place du comté de Hillsborough, dans l'État de Floride, aux États-Unis,. En 2020, elle compte une population de 50 893 habitants.